# Орлова Лариса Іванівна
Орлова Лариса Іванівна (нар. 13 березня 1970, м. Золотоноша Золотоніський район, Черкаська область) — українська агрономка, підприємиця, кавалерка ордену княгині Ольги III ступеня (2017), виконавча директорка ПОСП «Гарант», депутатка Харківської обласної ради (з 2015).

## Біографія
Лариса Орлова народилася 13 березня 1970 року у м. Золотоноша Золотоніського району на Черкащині.
Разом з чоловіком, Віталієм Орловим, володіють значною кількості нерухомості в Лозовій та Харкові, чотирма автомобілями, 50 % сільськогосподарського кооперативу «Новомиколаївський». Її чоловік володіє та є бенефіціаром приватно-орендного сільськогосподарського підриємства «Гарант», 50 % приватного підприємства «Новомиколаївське», земельними ділянками земельними ділянками у с. Єлизаветівка, смт Краснопавлівка та Орілька Лозівської міської громади Лозівського району, а також у с. Нова Миколаївка Барвінківської міської громади Ізюмського району Харківської області загальною площею понад 50 га.
У 1991 році закінчила Харківський сільськогосподарський інститут імені В. В. Докучаєва за спеціальністю «агроном». У2003 році закінчила Харківський регіональний інститут державного управління Української академії державного управління при Президентові України.
У 2005—2007 роках була генеральною директоркою підриємства «Гарант», власником та кінцевим бенефіціаром якого є її чоловік.
У 2007—2014 роках була начальницею організаційного відділу виконавчого апарату Лозівської районної ради.
Під час місцевих виборів 2010 року була обрана депутаткою Лозівської районної ради від політичної партії «Єдиний центр».
У 2014—2015 — роках була виконавчою директоркою ПОСП «Гарант».
Під час місцевих виборів 2015 року вона була кандидаткою до Лозівської районної ради та Харківської обласної ради за списками політичної партії «Блок Петра Порошенка „Солідарність“». За результатами виборів вона стала депутаткою Харківської обласної ради VII скликання У Харківській обласній раді станом на травень 2020 року була позафракційною та входила до складу двох депутатських груп: «Єдність та розвиток Харківщини» і «За Харківщину», а також була заступницею голови постійної комісії з питань соціальної політики, охорони здоров'я, реабілітації учасників бойових дій та АТО.
У квітні — листопаді 2015 року Лариса Орлова працювала на посаді заступниці голови Лозівської районної ради, після чого повернулася до підприємництва.
Під час місцевих виборів 2020 року Лариса Орлова була кандидаткою до Лозівської міської ради та Харківської обласної ради за списками політичної партії «Блок Світличної „Разом!“». Була членом цієї партії.. За результатами виборів вона була обраною депутаткою Харківської обласної ради VIII скликання. В Харківській обласній раді вона є членкинею комісії з питань молодіжної політики, культури, спорту та туризму.

## Нагороди
- Орденом княгині Ольги ІІІ ступеня «за значний особистий внесок у соціально-економічний, науково-технічний, культурно-освітній розвиток Української держави, зразкове виконання службового обов'язку та багаторічну сумлінну працю» (2017)[13]
- Почесною відзнакою Харківської обласної ради «Слобожанська слава» (2020)[14]